# Władysław Sidorowicz (1887–1949)
Władysław Sidorowicz (ur. 20 lutego 1887 w Petersburgu, zm. 14 stycznia 1949) – polski urzędnik konsularny, funkcjonariusz wywiadu.

## Życiorys
W polskiej służbie zagranicznej od 1921, w której pełnił szereg funkcji, m.in. urzędnika Ministerstwa Spraw Zagranicznych (1921–1922), sekr. poselstwa w Moskwie (1922) i Charkowie (1922–1923), urzędnika MSZ (1923–1924), wicekonsula w konsulacie w Strasburgu (1924–1925), urzędnika MSZ (1925–1926), sekr. poselstwa w Moskwie (1926–1927), urzędnika Departamentu Politycznego MSZ (1927–1929), urzędnika poselstwa w Belgradzie (1929–1931), wicekonsula/konsula w konsulacie generalnym w Paryżu (1931–1938), konsula, kier. konsulatu w Ostrawie (1939).
W latach 20. był zatrudniony w komórce wywiadu MSZ, ówcześnie kierowanej przez Kazimierza Olszewskiego. Tego rodzaju działalność kontynuował do 1939.

## Ordery i odznaczenia
- Krzyż Niepodległości (19 grudnia 1933)[2]
- Krzyż Walecznych
- Złoty Krzyż Zasługi (28 czerwca 1939)[3]
- Srebrny Krzyż Zasługi (10 listopada 1933)[4]
- Medal Dziesięciolecia Odzyskanej Niepodległości
- Brązowy Medal za Długoletnią Służbę
- Krzyż Oficerski Orderu Korony Jugosłowiańskiej (Jugosławia)